# Bruno Caicedo
Bruno Steven Caicedo Quiñónez (Esmeraldas, 15 gennaio 2005) è un calciatore ecuadoriano, attaccante dell'Orense in prestito dal Barcelona SC.

## Caratteristiche tecniche
È un'ala destra.

## Carriera

### Club
È cresciuto nel settore giovanile del Barcelona SC. Nel 2023 è passato in prestito al Flamengo, dove ha trascorso una stagione nella formazione Under-20. Rientrato in Ecuador, ha giocato nel Barcelona Guayaquil Under-20 per i primi mesi del 2024 per poi passare in prestito al Cumbayá il 17 marzo. Ha debuttato a livello professionistico due settimane dopo nell'incontro di Serie A vinto 1-0 contro l'El Nacional ed ha segnato il suo primo gol il 27 ottobre nella trasferta pareggiata 1-1 contro il Macará.
Il 29 gennaio 2025 è stato ceduto in prestito all'Orense.

### Nazionale
Nel 2025 ha partecipato con la nazionale ecuadoriana Under-20 al campionato sudamericano di categoria.

## Statistiche

### Presenze e reti nei club
Statistiche aggiornate al 10 marzo 2025.
| Stagione        | Squadra         | Campionato      | Campionato | Campionato | Coppe nazionali | Coppe nazionali | Coppe nazionali | Coppe continentali | Coppe continentali | Coppe continentali | Altre coppe | Altre coppe | Altre coppe | Totale | Totale | Totale |
| Stagione        | Squadra         | Comp            | Pres       | Reti       | Comp            | Pres            | Reti            | Comp               | Pres               | Reti               | Comp        | Pres        | Reti        | Pres   | Reti   |        |
| --------------- | --------------- | --------------- | ---------- | ---------- | --------------- | --------------- | --------------- | ------------------ | ------------------ | ------------------ | ----------- | ----------- | ----------- | ------ | ------ | ------ |
| 2023            | Cumbayá         | A               | 22         | 1          | -               | -               | -               | -                  | -                  | -                  | -           | -           | -           | 22     | 1      |        |
| 2024            | Orense          | A               | 3          | 0          | -               | -               | -               | CS                 | 1                  | 0                  | -           | -           | -           | 4      | 0      |        |
| Totale carriera | Totale carriera | Totale carriera | 25         | 1          |                 | -               | -               |                    | 1                  | 0                  |             | -           | -           | 26     | 1      |        |